# Караулов, Юрий Николаевич
Ю́рий Никола́евич Карау́лов (26 августа 1935, Подольск — 5 мая 2016, Москва) — советский и российский лингвист, специалист в области общего и русского языкознания, лексикологии и лексикографии, прикладной лингвистики. Доктор филологических наук, член-корреспондент РАН (1991; член-корреспондент АН СССР с 29 декабря 1981 года по Отделению литературы и языка). Лауреат Государственной премии СССР (1991).

## Биография
Окончил филологический факультет МГУ (1963). Ученик Е. М. Галкиной-Федорук, Т. П. Ломтева, С. Г. Бархударова, Г. В. Степанова, Ю. С. Степанова. В 1967 году защитил кандидатскую диссертацию «Таксономия падежей и предлогов (семантика)», в 1975 году — докторскую диссертацию «Общая и русская идеография: опыт теории лингвистических словарей-тезаурусов».
В 1966—1972 годах преподавал в МГУ, читал лекционные курсы и вел практические занятия по общему языкознанию, контрастивной лингвистике, психолингвистике и по венгерскому языку. Учёный секретарь Отделения литературы и языка АН СССР (1972—1981), директор Института русского языка имени В. В. Виноградова (1982—1996), профессор Университета дружбы народов (1982—2005). Председатель Орфографической комиссии РАН (1993—2000). С 2000 года также работал в МГЛУ (профессор, с 2001 директор Научного центра русского языка).
Главный редактор научного журнала «Русистика сегодня». Член редколлегий журналов «Вопросы языкознания», «Русская речь», «Eslavistica Complutense» (Испания), «Studia Slavica» (Венгрия), «Вопросы когнитивной лингвистики». Входил в состав редакционного совета Грамоты.ру.
Умер 5 мая 2016 года. Похоронен на Перовском кладбище (участок 7).

## Научная деятельность
Автор исследований по теории языка и русистике, главным образом в области теории языковой личности, ассоциативной лингвистики, теории и практики лексикографии. Соавтор ряда концептуально новых словарей (семантических, ассоциативных, метафор, художественной речи).
Возглавлял подготовку второго издания энциклопедии «Русский язык» (1997). Один из авторов и главный редактор «Словаря языка Достоевского», издаваемого Институтом русского языка им. В. В. Виноградова РАН (вып. 1–3, 2001–03; т. 1–3–, 2009–12– ).

## Основные работы
- Общая и русская идеография. — М.: Наука, 1976. — 354 с.
- Частотный словарь семантических множителей русского языка. — М.: Наука, 1980. — 207 с.
- Лингвистическое конструирование и тезаурус литературного языка. — М.: Наука, 1981. — 366 с.
- Русский семантический словарь: Опыт автоматического построения тезауруса: От понятия к слову / [Ю. Н. Караулов, В. И. Молчанов, В. А. Афанасьев, Н. В. Михалев]; отв. ред. С. Г. Бархударов. — М.: Наука, 1982. — 566 с.
- Русский язык и языковая личность. — М.: Наука, 1987. — 263 с.
- Русская политическая метафора: (Материалы к словарю) / А. Н. Баранов, Ю. Н. Караулов. — М.: ИРЯ, 1991. — 193 с.
- Словарь Пушкина и эволюция русской языковой способности. — М.: Наука, 1992. — 168 с.
  - То же. 2-е изд., испр. — М.: URSS: Ленанд, 2006. — 167 с.
- Ассоциативная грамматика русского языка. — М.: Русский язык, 1993. — 331 с.
- Словарь русских политических метафор / А. Н. Баранов, Ю. Н. Караулов. — М.: Помовский и партнеры, 1994. — 330 с.
- Активная грамматика и ассоциативно-вербальная сеть. — М.: ИРЯ им. В. В. Виноградова РАН, 1999. — 180 с.
- Лингвокультурное сознание русской языковой личности. Моделирование состояния и функционирования / Ю. Н. Караулов, Ю. Н. Филиппович. — М.: Азбуковник, 2009. — 334 с.
- Не говори шершавым языком: О нарушениях норм литературной речи в электронных и печатных СМИ / М. В. Горбаневский, Ю. Н. Караулов, В. М. Шаклеин. — Изд. 3-е, испр. и доп. — М.: РУДН, 2010. — 300 с.